# Маккэмпбелл, Дэвид
Дэвид Маккэмпбелл (англ. David S. McCampbell; 16 января 1910 — 30 июня 1996) — американский военный лётчик, кэптен ВМС США. В ходе Второй мировой войны одержал 34 воздушные победы (в том числе 16 — за два дня), став наиболее результативным лётчиком-истребителем американской палубной авиации.

## Биография
Маккэмпбелл родился в Бессемере, штат Алабама. Учился в Стаунтонской военной академии (Виргиния) и Технологическом институте Джорджии (Атланта). Затем поступил в Военно-морскую академию США, которую окончил в 1933 году. В условиях экономического кризиса сразу же после выпуска он был демобилизован, но в следующем году вернулся на военную службу. В 1936—1937 годах Маккэмпбелл прошёл лётную подготовку на станции военно-морской авиации Пенсакола и в дальнейшем летал в 4-й истребительной эскадрилье на борту авианосца «Рейнджер».
Когда началась Вторая мировая война, Маккэмпбелл поначалу участвовал в ней, находясь на небоевой должности — с 1940 года он служил офицером визуального управления посадкой (landing signal officer) на авианосце «Уосп». В 1942 году «Уосп» участвовал в доставке британских истребителей на Мальту. Потом авианосец прибыл на Тихоокеанский театр военных действий, где в сентябре был потоплен у острова Гуадалканал. Маккэмбелл спасся с тонущего корабля и был отправлен обратно в США, где поначалу работал на инструкторской должности, а в сентябре 1943 года был назначен командиром 15-й истребительной эскадрильи. Всего полгода спустя, в феврале 1944 года он стал командиром 15-й авиационной группы. Весной авиагруппа на борту авианосца «Эссекс» отправилась на Тихий океан.
«Боевое крещение» в качестве лётчика Маккэмпбелл получил 19 мая в ходе рейда на остров Маркус. Оно оказалось не слишком удачным — его самолёт получил такие серьёзные повреждения, что хотя Маккэмпбеллу и удалось вернуться на авианосец, машина была списана. 11 июня он одержал на F6F «Хеллкэт» свою первую воздушную победу, сбив одинокий A6M у острова Сайпан. Неделю спустя, 19 июня, состоялась битва в Филиппинском море, в ходе которой японская авиация понесла тяжёлые потери (это событие вошло в историю ВМС США как «Большая марианская охота на индюков»). Маккэмпбелл стал «асом за день», одержав 7 воздушных побед (в том числе 5 — в одном воздушном бою). Ещё большего успеха он добился 24 октября 1944 года во время сражения в заливе Лейте. Утром того дня была обнаружена большая группировка японских самолётов, приближавшаяся к американским кораблям. После взлёта на перехват Маккэмпбелл приказал остальным самолётам атаковать бомбардировщики, а сам со своим ведомым энсином Роем Рашингом начал бой с истребителями противника. Несмотря на то, что двум американским «Хеллкэтам» в этом бою противостояли более 40 японских истребителей, Маккэмпбелл и Рашинг одержали 15 воздушных побед (Маккэмпбелл — 9, Рашинг — 6) и благополучно вернулись на авианосец.
За свои успехи в боях 19 июня и 24 октября 1944 года Дэвид Маккэмпбелл получил высшую военную награду США — Медаль Почёта.
В общей сложности он одержал 34 подтверждённые и 7 вероятных воздушных побед, а также уничтожил 21 самолёт противника на земле. Маккэмпбелл стал третьим по результативности американским асом Второй мировой войны после Ричарда Бонга и Томаса Макгуайра, а также самым результативным асом, пережившим войну — и Бонг, и Макгуайр погибли в 1945 году (первый — на испытаниях реактивного истребителя P-80 6 августа 1945 года, второй — в воздушном бою на Филиппинах 7 января 1945 года).
После войны Маккэмпбелл занимал ряд должностей, в частности, он был старшим советником в военно-морской авиации Аргентины, возглавлял центр подготовки технических специалистов в Джексонвилле, был капитаном авианосца «Бон Омм Ричард». Ушёл в отставку в 1964 году. Жил в штате Флорида; скончался в 1996 году в госпитале в Ривира-Бич. Похоронен на Арлингтонском национальном кладбище. В его честь назван эсминец «Маккэмпбелл» (DDG-85), а также терминал в международном аэропорту Палм-Бич.
Маккэмпбелл был женат несколько раз, у него было трое детей.

## Награды
- Медаль Почёта
- Военно-морской крест
- Серебряная звезда
- Крест лётных заслуг